# Welterbe in Ruanda
Ruanda ist der Welterbekonvention 2000 beigetreten. Stand 2023 wurden zwei Stätten in Ruanda n der 45. Sitzung des Welterbekomitees in das UNESCO-Welterbe aufgenommen.

## Welterbestätten
Die folgende Tabelle listet die UNESCO-Welterbestätten in Ruanda in chronologischer Reihenfolge nach dem Jahr ihrer Aufnahme in die Welterbeliste (K – Kulturerbe, N – Naturerbe, K/N – gemischt, (G).
| Bild                                                                  | Bezeichnung                                                           | Jahr | Typ | Ref. | Beschreibung |
| --------------------------------------------------------------------- | --------------------------------------------------------------------- | ---- | --- | ---- | --- |
| Gedenkstätten des Völkermordes: Nyamata, Murambi, Gisozi und Bisesero | Gedenkstätten des Völkermordes: Nyamata, Murambi, Gisozi und Bisesero | 2023 | K   | 1586 | umfasst vier Gedenkstätten an den Völkermord in Ruanda in Nyamata, Murambi, Bisesero und Gisozi                                   |
| (weitere Bilder)                                                      | Nationalpark von Nyungwe                                              | 2023 | N   | 1697 | Der Nationalpark umfasst einen immergrünen Bergregenwald im Südwesten Ruandas. Die Welterbestätte hat eine Fläche von 101.963 ha. |

## Tentativliste
In der Tentativliste sind die Stätten eingetragen, die für eine Nominierung zur Aufnahme in die Welterbeliste vorgesehen sind. Stand 2023 sind keine Stätten mehr in der Tentativliste von Ruanda eingetragen, die letzte Eintragung erfolgte 2021.